# Замок Локенгаус
Замок Локенгаус (нім. Burg Lockenhaus) знаходиться в горах Гюнзер (нім. Günser) ярмаркової громади Льокенгауз округу Оберпуллендорф землі Бургенланд в Австрії.

## Джерела

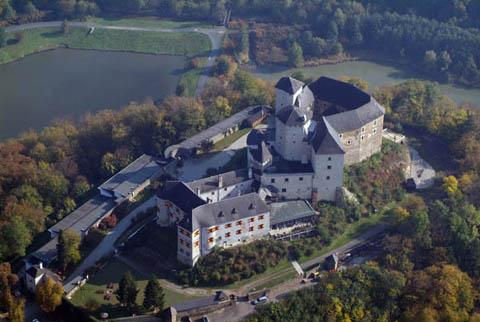
Замок Локенгаус

## Історія
З 1242 походить перша згадка міста. Був збудований після 1200 під назвою "Leuca". Тоді звели донжон, навколишній мур, палац. Дещо пізніше появився Лицарський зал з готичними колонами. Існує теорія, що він був закладений тамплієрами. У замковій каплиці збереглись фрески ХІІІ ст. — найстаріші у Бурґенланді. До 1337 замок належав графам Гюссінгу. Замок складається з цитаделі та пригородку (форбургу). Згодом змінило декількох власників і з 1676 належала родині Естергазі. На 1968 він перебував у поганому стані і його купив письменник Пауль Келлер. Загалом його родина вклала 11 млн. австрійських шилінгів у відновлення замку.